# Czastary
Czastary is een dorp in het Poolse woiwodschap Łódź, in het district Wieruszowski. De plaats maakt deel uit van de gemeente Czastary en telt 1 024 inwoners.

## Verkeer en vervoer
- Station Czastary